# نیوتن مرنز
latitudeنیوتن مرنزlongitudeنیوتن مرنز
نیوتن مرنز (به انگلیسی: Newton Mearns) یک منطقهٔ مسکونی در اسکاتلند است که در رنفروشر شرقی واقع شده‌است.

## خصوصیات
نیوتن مرنز ۲۲٬۶۳۷ نفر جمعیت دارد.